# GMOリサーチ&AI
GMOリサーチ&AI株式会社（ジーエムオーリサーチアンドエーアイ、英: GMO Research & AI, Inc.）は、東京都渋谷区に本社を置き、インターネットリサーチ事業（国内インターネットリサーチ、海外インターネットリサーチ）を行うGMOインターネットグループの日本の企業である。

## 概要
GMOリサーチグループは、GMOリサーチ&AI株式会社および、連結子会社である「GMO E-Lab Marketing Research (Shanghai) Co, Ltd.」「GMO Research Pte. Ltd.」「GMO Research Sdn. Bhd.」「GMO Research Pvt. Ltd.」の5社で構成されており、インターネットを活用した市場調査活動における調査、集計、分析業務の受託を事業としている。
アンケートサイトinfoQを運営している。また、独自調査の発表も行っている。

## 沿革
- 2002年4月 - P2P技術に関する情報収集・研究・普及を目指した組織としてGMO総合研究所株式会社を設立
- 2006年9月 - 旧・GMOリサーチ株式会社を吸収合併し、GMOリサーチ株式会社に商号変更
- 2009年1月 - ジャパンマーケットインテリジェンス株式会社を連結子会社化
- 2012年
  - 2月 - ヨーロッパ(イギリス)に営業拠点を開設
  - 7月 - 米国に営業拠点を開設
  - 8月 - インドにインドオペレーションセンターを開設
  - 12月 - 連結子会社のGMOジャパンマーケットインテリジェンス株式会社を吸収合併
- 2013年
  - 6月 - 中国合弁会社GMO E-Lab Marketing Research (Shanghai) Co, Ltd.営業開始
  - 11月 - インドオペレーションセンターGMO Research Pvt. Ltd.設立
- 2014年
  - 1月 - シンガポールの連結子会社のGMO Research Pte. Ltd. 営業開始
  - 5月 - 「GMO Market Observer(マーケット オブザーバー)」提供開始
  - 10月 - 東京証券取引所マザーズ上場
- 2015年11月 - 細川代表がヨーロッパ世論・調査市場協会（ESOMAR）日本代表に就任
- 2017年
  - 7月 - マレーシア現地法人GMO Research Sdn. Bhd.設立
  - 10月 - 山口県下関市にオフィスを開設
- 2024年5月 - GMOリサーチ&AI株式会社に社名変更

## 加盟団体
- 一般社団法人日本マーケティング・リサーチ協会（JMRA）
- 公益社団法人日本マーケティング協会（JMA）
- ヨーロッパ世論・調査市場協会 (ESOMAR）
- Insights Association （旧Casro & MRA)
- Global Market Research (AGMR)
- Alliance of International Market Research Institutes (AIMRI)
- Marketing Research Society Malaysia (MRSM)
- 中国市場研究協会（CMRA）※当社子会社GMO E-Labが加盟
- The Market Research Society of India (MRSI) ※当社子会社GMO Research Pvt.Ltd.が加盟